# Lolo-barmské jazyky
Lolo-barmsko-naxské jazyky jsou skupinou jazyků, která patří mezi tibetobarmské jazyky v sinotibetské jazykové rodině.
Patří mezi ně jazyky:
- yi
- barmština
- nakhi
- avkavdawv